# Černý rybník (Hradčanské rybníky)
Černý rybník je zanikající rybník nalézající se na Hradčanském potoce asi 3,5 km východně od centra obce Hradčany v okrese Česká Lípa. 
Rybník je součástí PR Hradčanské rybníky a zároveň je součástí rozlehlého chráněného území Evropy programu Natura 2000 s názvem Ptačí oblast Českolipsko - Dokeské pískovce a mokřady. Tato oblast zahrnuje mimo jiné i Máchovo jezero, Hradčanské rybníky, Novozámecký rybník a řadu rezervací a přírodních památek jižní části okresu Česká Lípa.

## Galerie

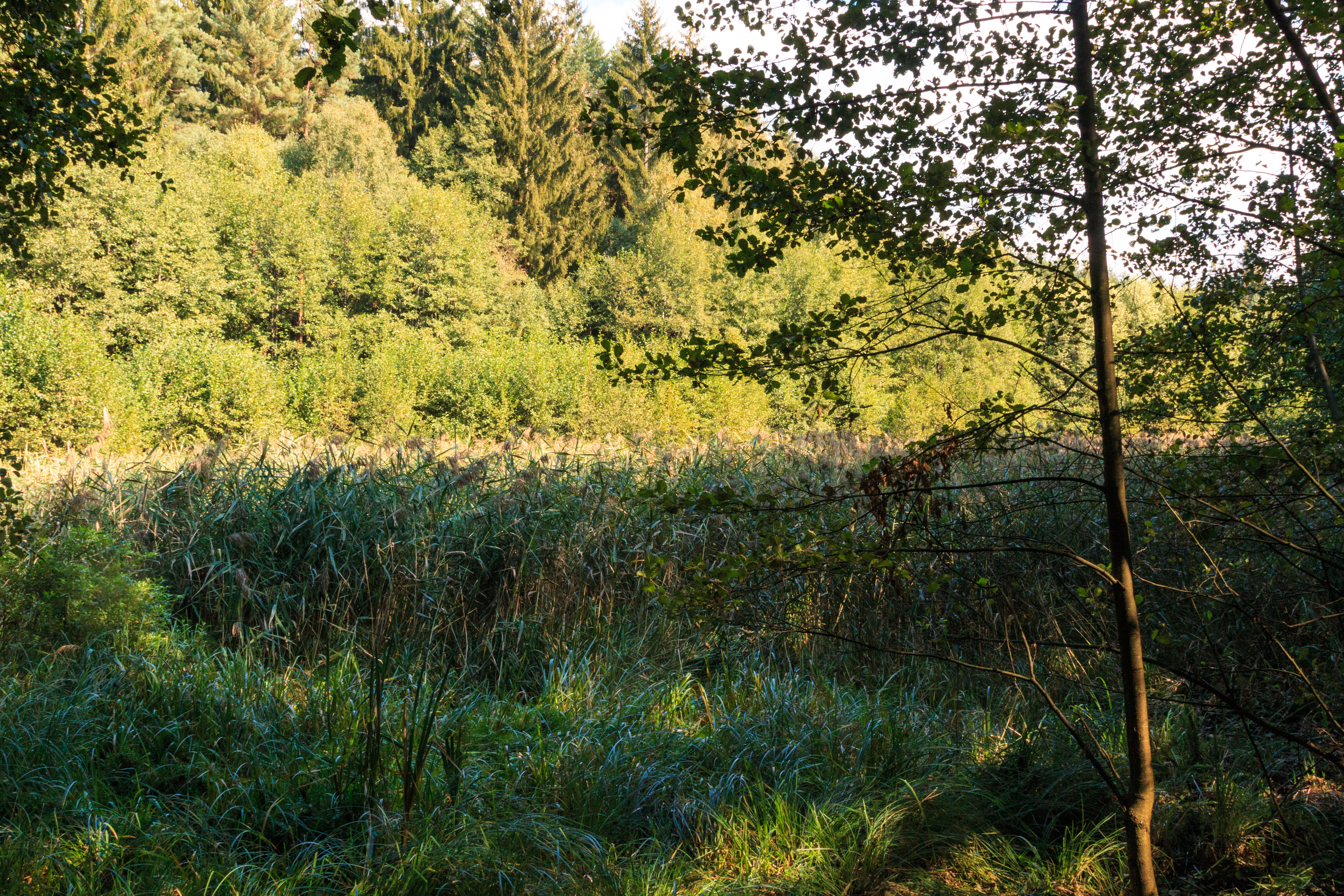
Černý rybník u Hradčan
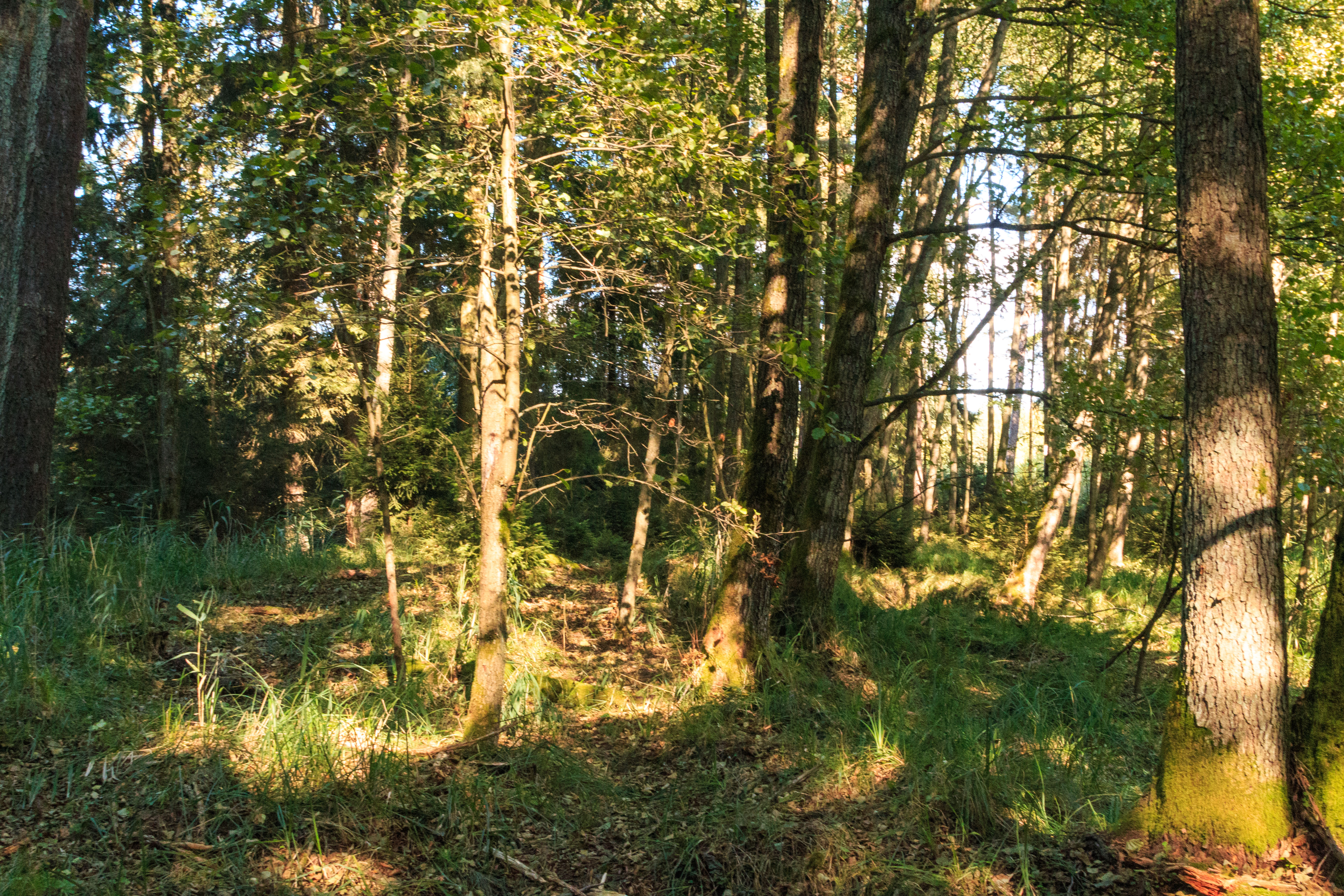
Černý rybník u Hradčan
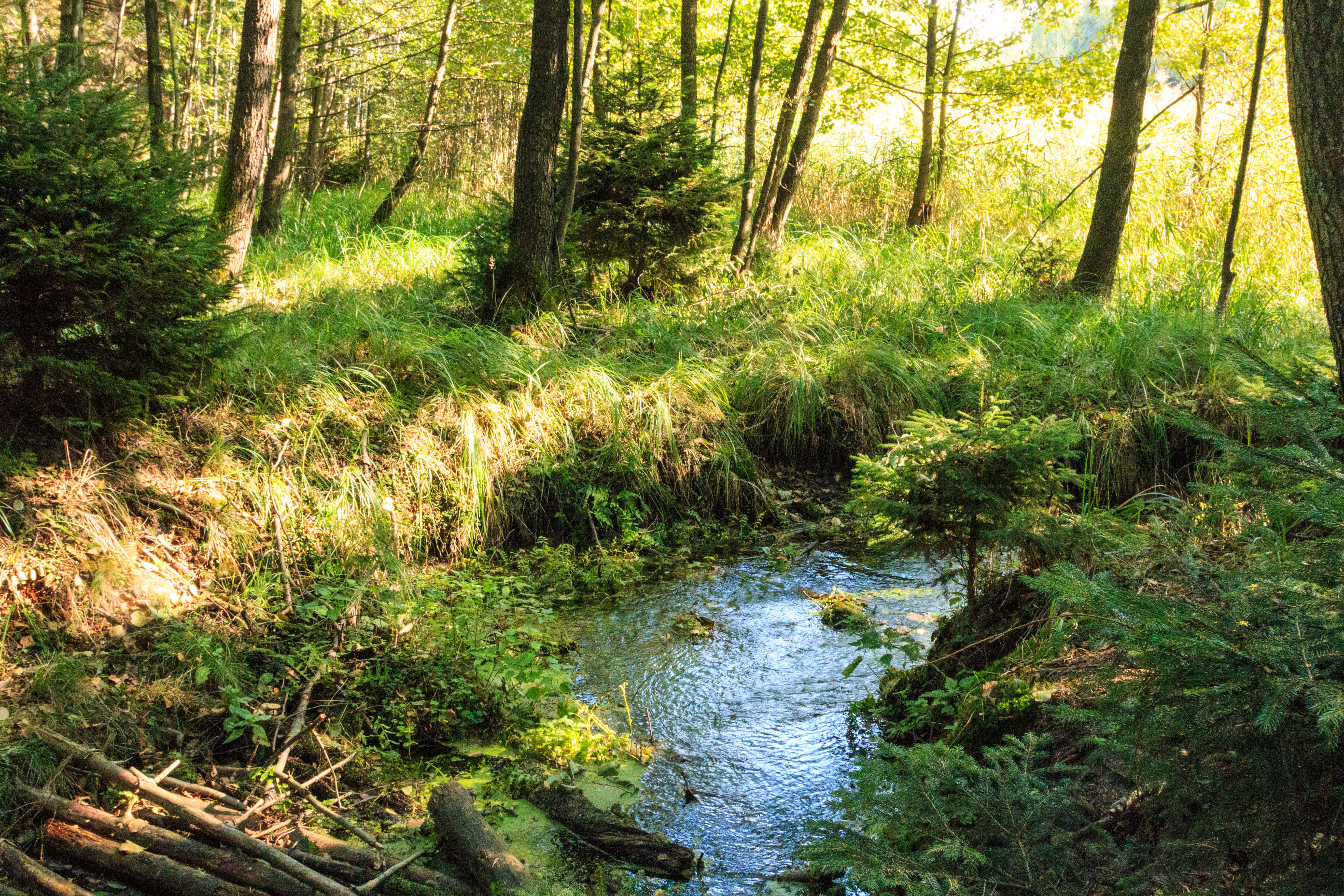
Černý rybník u Hradčan
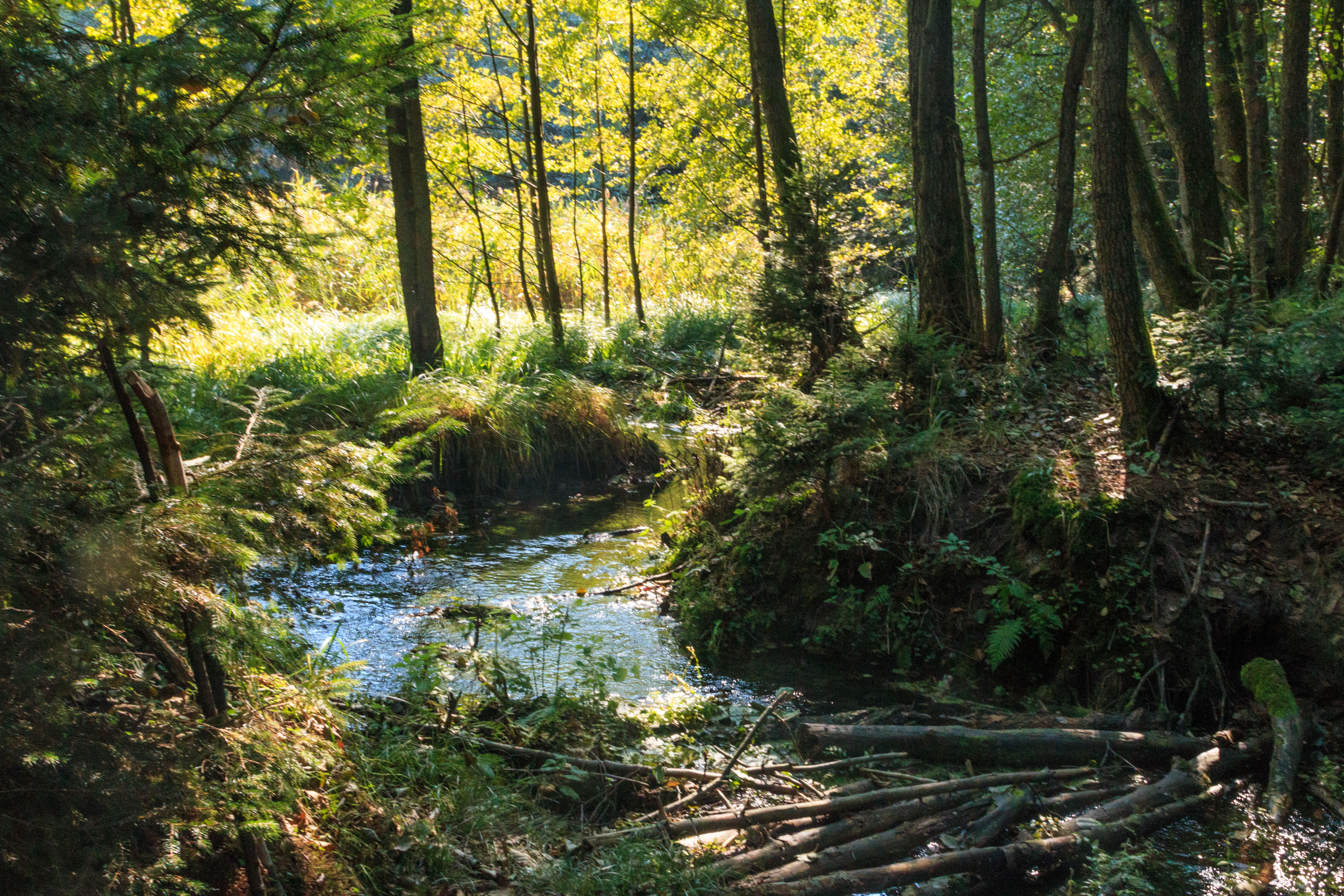
Černý rybník u Hradčan